# غار مرکولیان
غار مرکولیان مربوط به دوران پیش از تاریخ ایران باستان است و در شهرستان جوانرود، مشرف بر جاده روانه کامیاران واقع شده و این اثر در تاریخ ۱۰ مهر ۱۳۸۰ با شمارهٔ ثبت ۳۹۵۳ به‌عنوان یکی از آثار ملی ایران به ثبت رسیده است.